# Eleutherodactylus teretistes
Eleutherodactylus teretistes är en groddjursart som först beskrevs av William Edward Duellman 1958.  Eleutherodactylus teretistes ingår i släktet Eleutherodactylus och familjen Eleutherodactylidae. IUCN kategoriserar arten globalt som otillräckligt studerad. Inga underarter finns listade i Catalogue of Life.